# ТЕС Сумбагут-2
5°12′52″ пд. ш. 97°5′13″ сх. д. / 5.21444° пд. ш. 97.08694° сх. д.
ТЕС Сумбагут-2 – теплова електростанція на заході індонезійського острова Суматра. 
В 2020 році на майданчику станції стали до ладу 13 генераторних установок на основі двигунів внутрішнього згоряння Wärtsilä 18V50SG загальною потужністю 250 МВт, які використовуються переважно в режимі покриття пікових навантажень.
Станція використовує природний газ, який надходить до регіону через термінал для імпорту ЗПГ Арун.
Видача продукції відбувається по ЛЕП, розрахованим на роботу під напругою 150 кВ та 275 кВ.
Проект реалізувала державна компанія Perusahaan Listrik Negara (можливо відзначити, що біч-о-біч розташований майданчик іншої пікової ТЕС Арун від багатопрофільного конгломерату PT Wika).